# 니콜 아슬레르
니콜 아슬레르(프랑스어: Nicole Hassler, 1941년 6월 1일~1996년 11월 19일)는 프랑스의 피겨 스케이팅 선수였다.
그녀는 1963년 세계 선수권 대회에서 동메달을 획득했다.
그녀는 1960년 동계 올림픽에서 프랑스를 대표했고 11위를 했다.
그녀는 1964년 동계 올림픽에서 4위를 했다.
그녀는 샤모니에서 태어났고 알베르 아슬레르의 딸이었다.

## 대회 성적
| Event            | 1957-58 | 1958-59 | 1959-60 | 1960-61 | 1961-62 | 1962-63 | 1963-64 | 1964-65 | 1965-66 |
| ---------------- | ------- | ------- | ------- | ------- | ------- | ------- | ------- | ------- | ------- |
| 동계 올림픽      |         |         | 11th    |         |         |         | 4th     |         |         |
| 세계 선수권 대회 | 23rd    |         | 12th    |         | 6th     | 3rd     | 4th     | 8th     | 5th     |